# Harps and Angels
Harps and Angels is een studioalbum van Randy Newman. Het album werd uitgebracht op 4 augustus 2008. Het album is geproduceerd door Mitchell Froom en Lenny Waronker. Het muziekalbum is opgenomen in Los Angeles, Sunset Sound en Newman Scoring Stage. Het is het eerste album in negen jaar van de melancholieke en van zich afbijtende Amerikaan. Het album bevat zeven nieuwe nummers en drie nieuwe versies van oude nummers. In het nummer "A Piece of the Pie" verwijst Newman kort naar België, terwijl op de achtergrond een discussie tussen een Waal en een Vlaming hoorbaar is.

## Musici
- Randy Newman - piano, zang
- Greg Cohen - basgitaar
- Steve Donelly - gitaar
- Pete Thomas - slagwerk
- Greg Leisz - gitaar
- Mitchell Froom - toetsen
- orkest o.l.v. Newman

## Tracklist
1. "Harps and Angels" - 5:07
2. "Losing You" - 2:42
3. "Laugh and Be Happy - 2:19
4. "A Few Words in Defense of Our Country" - 4:13
5. "A Piece of the Pie" - 2:42
6. "Easy Street" - 3:14
7. "Korean Parents" - 3:27
8. "Only a Girl" - 2:44
9. "Potholes" - 3:42
10. "Feels Like Home" - 4:51 (een van de bewerkte composities)

## Hitnotering
| Nummer | 10 | 17 | 18 | 23 | 28 | 29 | 34 | 48 | 68 | 65 | 90 | uit | 86 | uit | 94 | uit |